# Strud
Strud est un village de la commune belge de Gesves située en Région wallonne dans la province de Namur. Il fait partie de la section de Haltinne et est traversé par le Struviaux, un ruisseau qui est affluent du Samson.

## Histoire
Le hameau est arrosé par le Struviaux (ou Struvia), ruisseau qui lui a donné son nom (parfois orthographié Stru). Le nom de Struviaux ou Struvia veut dire à l'origine, « Bois humides ».
Strud faisait partie de la commune de Haltinne avant la fusion des communes et ce depuis le XIXe siècle. Sous l'ancien régime, le hameau dépendait de la cour de Strud (détachée de celle de Sclayn au début du XVIIe siècle) au temporel et de la paroisse de Maizeroulle au spirituel.

## Patrimoine
L'église Notre-Dame du Mont-Carmel est un édifice de style roman du XIe siècle. Malgré son ancienneté, il s'agit d'une chapelle qui n'a jamais été le siège d'une paroisse.

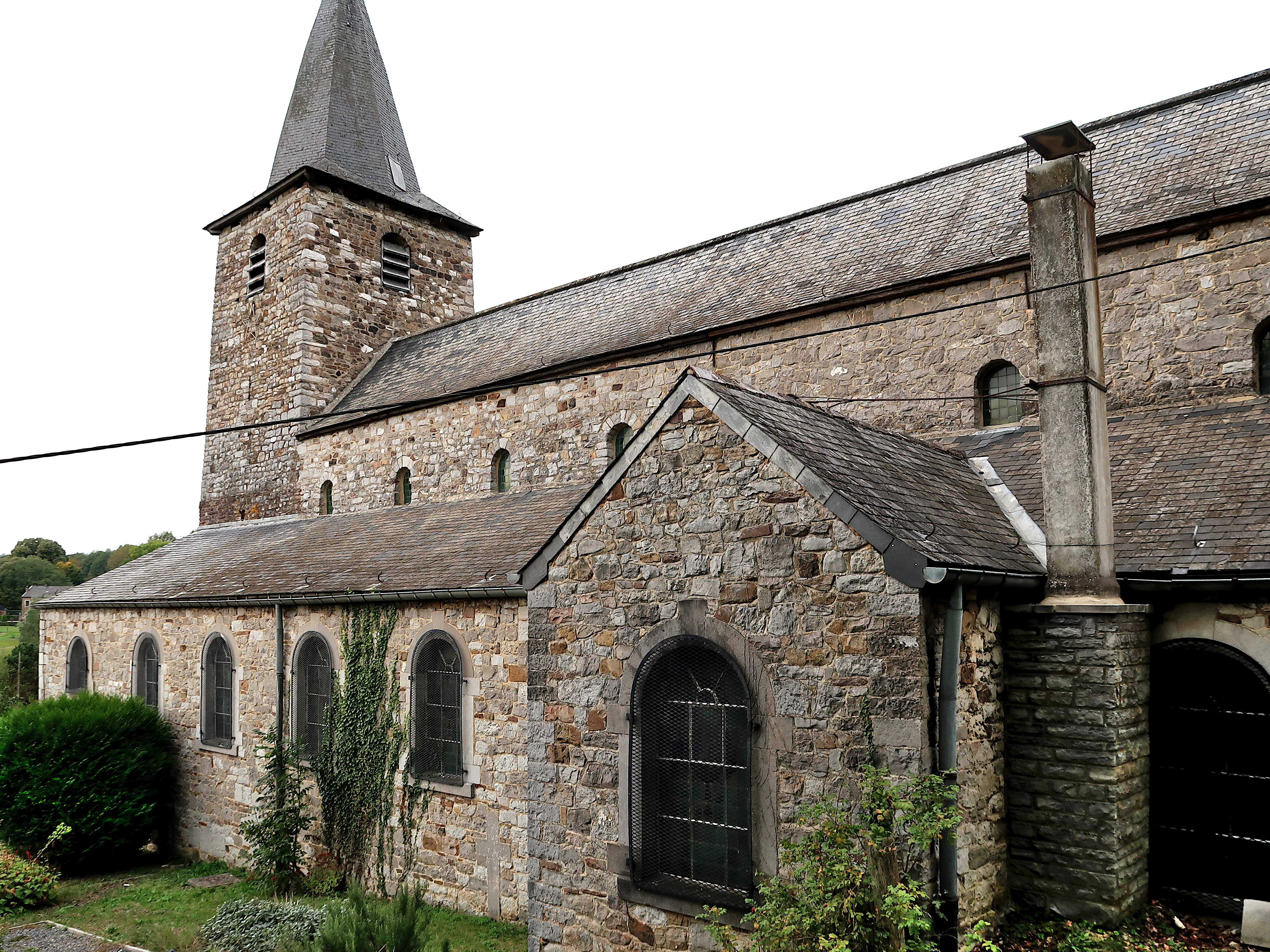
Eglise Notre-Dame du Mont Carmel

### Trou de Strud

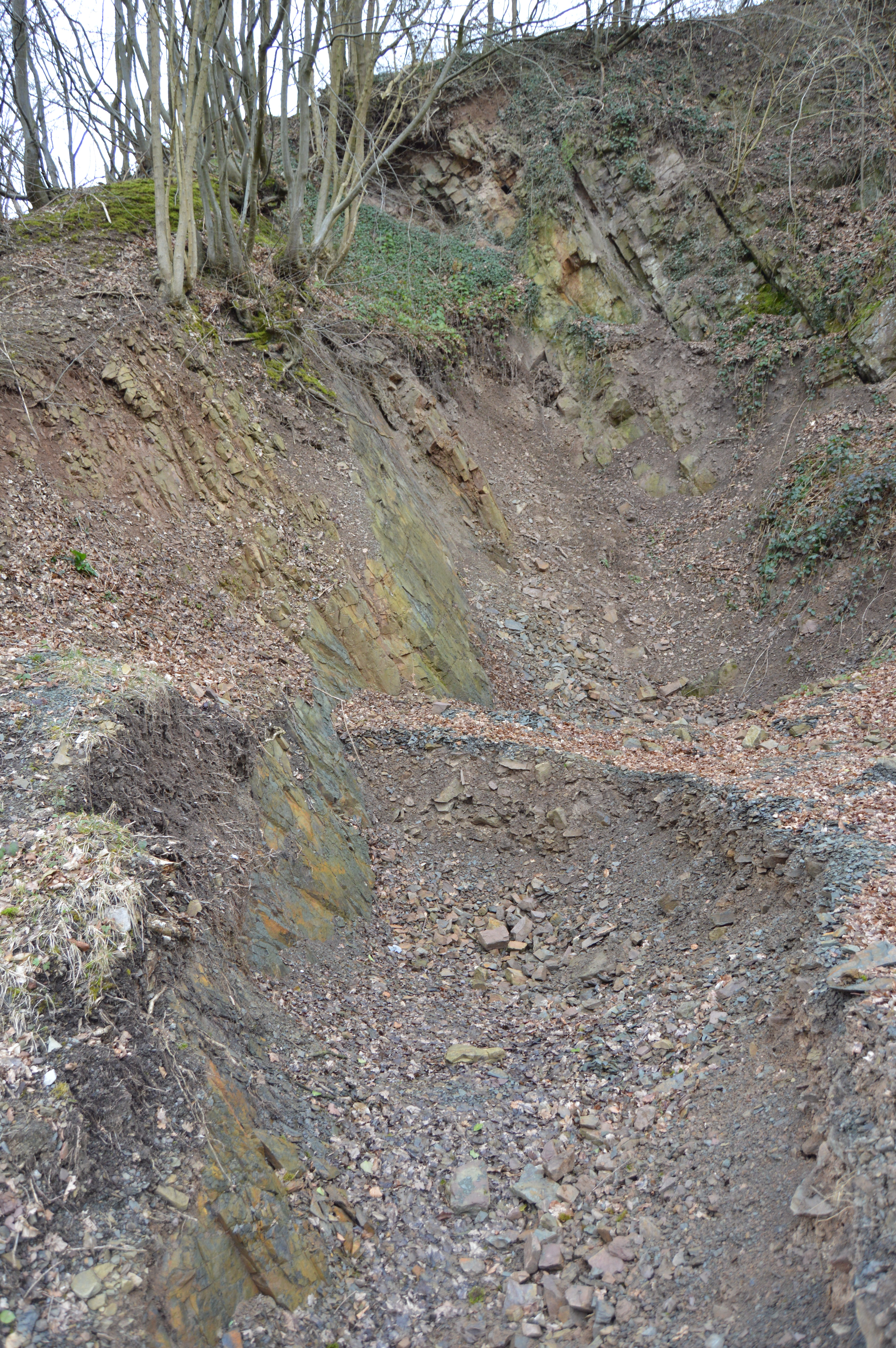
La carrière du Trou de Strud

À la fin du XIXe siècle, puis à la fin du XXe siècle, des découvertes archéologiques importantes ont été réalisées, dans une petite carrière.
Le paléontologue Gaël Clément de l'Université de Paris puis d'Uppsala redécouvre les travaux de 1888 sur le site, du Belge Maximin Lohest (qui découvrit précédemment l'Homme de Spy), dont ce qu'il croyait être une mandibule de poisson. En 2003, elle s'avèrera être une mâchoire d'Ichthyostéga, un tétrapode considéré par les paléontologues comme un témoin du passage de la vie aquatique à la vie terrestre, un maillon important dans la progression des espèces sur terre.
En 2012, un très rare fossile d'insecte, baptisé Strudiella devonica est signalé,.
Il a été découvert dans un gisement daté de la fin du Dévonien (365 millions d'années). Si son appartenance aux hexapodes se confirme, c'est le plus ancien fossile d'insecte connu à sa date de découverte. Ses pièces buccales broyeuses sont proches des celles des sauterelles.